# Coll de Dama Gegantina
Coll de Dama Gegantina es un cultivar de higuera de tipo higo común Ficus carica, unífera de higos de epidermis con color de fondo verde claro con sobre color amarillo verdoso. Se cultiva en la colección de higueras de Montserrat Pons i Boscana en Llucmajor, Islas Baleares.

## Sinonimia
- „Coll de Dama Geganta“ en las Islas Baleares,[4][6][7]

## Historia
Actualmente la cultiva en su colección de higueras baleares Montserrat Pons i Boscana, rescatada de un ejemplar o higuera madre cultivada en "son Mandossi" en el término de Campos, propiedad de Apolònia Ballester en un huerto de la zona de "es Palmer".
La variedad 'Coll de Dama Gegantina' fue localizada por Pere Ginard quien ya tenía conocimiento de ella desde niño. Se puede considerar como una subvariedad de 'Coll de Dama Blanca' pues sus descriptores son muy parecidos, pero por su peso y por su tamaño se puede considerar una variedad única, pues al multiplicarla en otros lugares conserva estas características.

## Características
La higuera 'Coll de Dama Gegantina' es una variedad unífera de tipo higo común. Árbol de porte mediano alto, con copa notable redondeada altiva y  espesa de ramaje. Sus hojas con 5 y 3 lóbulos (relación entre ambas del 15% al 20%) y pocas de 1 lóbulo. Sus hojas con dientes presentes y márgenes serrados pero anchos casi ondulados, abundante pilosidad en el envés y ángulo peciolar obtuso. 'Coll de Dama Gegantina' tiene desprendimiento mediano de higos, y un rendimiento productivo medio por cada árbol. La yema apical cónica de color amarillo.
Los frutos 'Coll de Dama Gegantina' son higos de tamaño longitud x anchura:52 x 64 mm, de forma de pera, que presentan unos frutos grandes de unos 62,480 gramos en promedio, de epidermis de consistencia dura, grosor de la piel muy grueso, de color de fondo verde claro con sobre color amarillo verdoso. Ostiolo de 0 a 2 mm con escamas pequeñas rojas. Pedúnculo de 1 a 3 mm cilíndrico verde claro. Grietas ausentes. Costillas prominentes. Con un ºBrix (grado de azúcar) de 28 dulce y jugoso, con color de la pulpa rojo oscuro. Con cavidad interna pequeña o ausente, y una gran cantidad de aquenios pequeños. Son de un inicio de maduración sobre el 2 de septiembre al 12 de octubre. De rendimiento por árbol medio.
Se usa como higos frescos para alimentación humana. Frescos y secos para alimentación animal. Producción media. Son muy resistentes a las lluvias y rocios, al transporte y bastante resistentes a la apertura del ostiolo, y medianamente al desprendimiento.

## Cultivo
'Coll de Dama Gegantina', se utiliza higos frescos para alimentación humana. Los higos en fresco y seco para consumo animal (ganado porcino y ovino). Se está tratando de recuperar de ejemplares cultivados en la colección de higueras baleares de Montserrat Pons i Boscana en Llucmajor.